# 저우쭤런
저우쭤런(周作人, 1885년 1월 16일 ~ 1967년 5월 6일)은 중국의 근대 수필가·번역가이다.

## 생애
그는 루쉰(魯迅)의 친동생으로서 형에 이어 일본에 유학하고 릿쿄 대학에서 수학했다. 이 기간 중에 형제가 번역 소설집 <역외소설집> 2권을 내놓았다. 귀국 후 베이징 제국 대학 교수로 있으면서 <신청년>에 러시아와 일본의 사조와 문학을 소개하였으며, 때마침 일어난 신문화 운동에 호응해서 <인간의 문학> <사상혁명(思想革命)> 등의 평론으로써, 언문일치론(言文一致論)을 둘러싸고 비등했던 운동에 개인주의적 휴머니즘의 의의(意義)를 부여했다. 신문학의 한 분야로서 짧은 산문의 개발을 시도, 1924년 루쉰 등과 함께 창간한 주간(週刊) <어사(語絲)>에는 감상문과 함께 시사비판을 많이 발표하였으나 정치적 격동에 따르지 못하게 되어 차츰 은일(隱逸)의 경향이 짙어졌다. 일본 점령하의 왕징웨이 정권의 베이징에서 괴뢰 국립 베이징 대학 문학원장을 맡으며 부일하는 등 일본 제국의 점령 정치에 협력하는 오점을 남김으로써, 중국이 중일전쟁에서 승리한 후 결국 반역자로 붙잡혀서 투옥 당하기까지 하였다. 수필집으로 <우천서(雨天書)>(1924)를 비롯하여 <지당을유문편(知堂乙酉文篇)> 등 다수가 있다.
그는 일본 여인 하네타 신코(羽太信子, 혹은 저우신쯔周信子)와 결혼하여 슬하에 1남 2녀를 두었다.